# Tracy Spiridakos
Tracy Spiridakos est une actrice canadienne d’ascendance grecque née le 20 Février 1988 à Winnipeg. 
Elle est connue principalement pour son rôle de Charlie Matheson dans Revolution, une série post-apocalyptique de NBC, ainsi que pour celui du Détective Hailey Upton dans la série Chicago Police Departement.

## Biographie

### Enfance et formation
Tracy Spiridakos est née à Winnipeg, au Canada, de parents d'origine grecque, George et Anastasia Spiridakos, tous deux restaurateurs. Alors qu'elle est âgée de quatre ans, ses parents, ses deux frères et elle déménagent à Skala, un village proche de Sparte, en Grèce. Ils reviennent au Canada quand elle a neuf ans.

### Vie privée
Après une longue relation avec l’acteur, l'auteur, le mannequin, chroniqueur canadien Jon Cor, elle s’est fiancée avec lui le 15 décembre 2012.
Depuis 2020, elle est en couple avec Jesse Lee Soffer, son partenaire rencontré sur le tournage de la série Chicago PD.

### Carrière

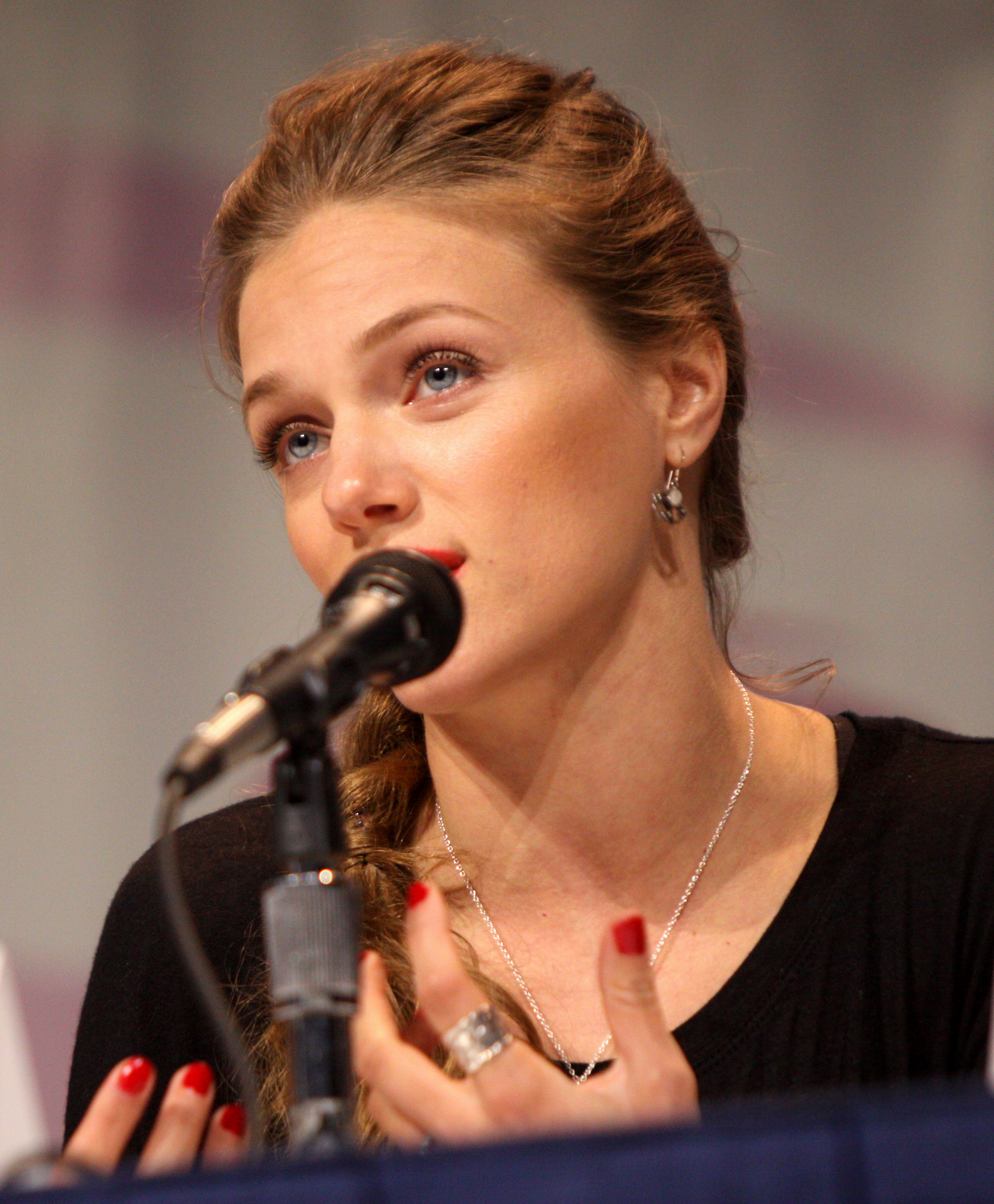
Tracy Spiridakos au WonderCon en 2013.

Tracy Spiridakos commence sa carrière en 2007 avec des apparitions dans Supernatural, Bionic Woman et Aliens in America, puis en 2008 elle apparaît dans deux téléfilms.
L'année suivante, elle incarne Becky dans La Méthode Becky.
En 2010, elle obtient un rôle dans le film Rencontre en ligne, ainsi que dans les séries Psych : Enquêteur malgré lui, ou encore Hellcats.
Entre 2012 et 2014, elle retrouve un des rôles principaux dans une série, Revolution.
En 2017, elle rejoint la série Chicago P.D à la fin de la saison 4 et rejoint le casting lors de la saison 5, dans le rôle de l'inspecteur Hailey Upton, en remplacement de l'inspecteur Erin Lindsey. Elle joue également dans Chicago Fire et Chicago Med et fait aussi une apparition dans FBI en 2020. Le 24 octobre 2023, elle annonce qu'elle quitte la série au cours de la onzième saison.

## Filmographie

### Cinéma
- 2010 : Rencontre en ligne de Curtis Crawford : Camille Winters
- 2011 : La Planète des singes : Les Origines de Rupert Wyatt : Une femme à la fête
- 2020 : Byrd and the Bees de Finola Hughes : Rebecca Byrd

### Séries télévisées
- 2007 : Supernatural : Une infirmière
- 2007 : Bionic Woman : Annie
- 2007 : Aliens in America : Liz
- 2009 : The L Word : Une jeune fille
- 2009 : La Méthode Becky : Rebecca "Becky" Richards
- 2010 : Hellcats : Ella
- 2010 : Psych : Enquêteur malgré lui : Saralyn
- 2010 : Tower Prep : Penny
- 2011 : Mortal Kombat: Legacy : Blue
- 2012 : Being Human : Brynn McLean
- 2012-2014 : Revolution : Charlotte « Charlie » Matheson
- 2014 : Episodes : Dawn Randolph
- 2015 : Bates Motel : Annika Johnson
- 2016 : MacGyver : Nikki Carpenter
- 2017-2024: Chicago Police Department : Inspecteur Hailey Upton (personnage principal - saisons 5 à 11, récurrente saison 4 - 127 épisodes)
- 2018-2023 : Chicago Fire : Inspecteur Hailey Upton (7 épisodes)
- 2018-2022 : Chicago Med : Inspecteur Hailey Upton (4 épisodes)
- 2020 : FBI : Inspecteur Hailey Upton (saison 2, épisodes 19)

### Téléfilms
- 2008 : Every Second Counts de John Bradshaw : Une fille
- 2008 : Ma femme, mon ex... et moi ! (The Secret Lives of Second Wives) de George Mendeluk : Meredith
- 2009 : Piégée sur la toile (Web of Desire) de Mark Cole : Megan
- 2010 : Goblin de Jeffery Scott Lando : Nikki Perkins
- 2012 : Le Rêve du chanteur masqué (Rags) de Bille Woodruff : Sammi
- 2013 : Un pacte mortel : Hayley Jones
- 2015 : The History of Us de Pamela Fryman : Holly
- 2016 : Recon d'Adam Davidson : Alexa Reikowski